# Wonoagung (Karang Tengah)
Wonoagung is een bestuurslaag in het regentschap Demak van de provincie Midden-Java, Indonesië. Wonoagung telt 3521 inwoners (volkstelling 2010).